# Mas-Kom-Yah
Mas-Kom-Yah es una obra de teatro escrita por el futuro alcalde de Estambul, Primer Ministro y Presidente de Turquía, Recep Tayyip Erdoğan, en 1975, basada en el libro Kızıl Pençe ("Garra Roja"), escrito por el predicador islamista Mustafa Bayburtlu. El nombre Mas-Kom-Yah es la abreviatura de Mason, Komünist ve Yahudi («masón, comunista y judío»).

## Argumento
Ayhan Bey, dueño de una fábrica no religiosa, envía a su hijo al extranjero para que estudie. Años después, el hijo, tras renunciar al islam, regresa a Turquía. Esto provoca un distanciamiento entre Ayhan Bey y su hijo. Simultáneamente, los trabajadores de la fábrica se rebelan y se apoderan de la propiedad de Ayhan Bey. Son incitados por un trabajador judío que se hace pasar por un musulmán turco. El cabecilla, retratado en la obra como extremadamente malicioso, finalmente incita a sus compañeros a asesinar a Ayhan Bey.

## Representación
Erdoğan, autor de la obra, también participó en la producción como director y actor, interpretando al hijo del dueño de la fábrica. La obra se representó en toda Turquía desde 1975 hasta el golpe de Estado en Turquía de 1980.

## Crítica
En 2012, el revista semanal alemán Der Spiegel calificó la obra de antisemita y acusó a Erdoğan de interpretar el teatro desde una perspectiva propagandística y de obstaculizar la labor teatral como Primer Ministro, ya que los teatros y escenarios en la actual República de Turquía son, en parte, bastiones liberales y laicos de la sociedad.